# Histoire militaire de la Russie

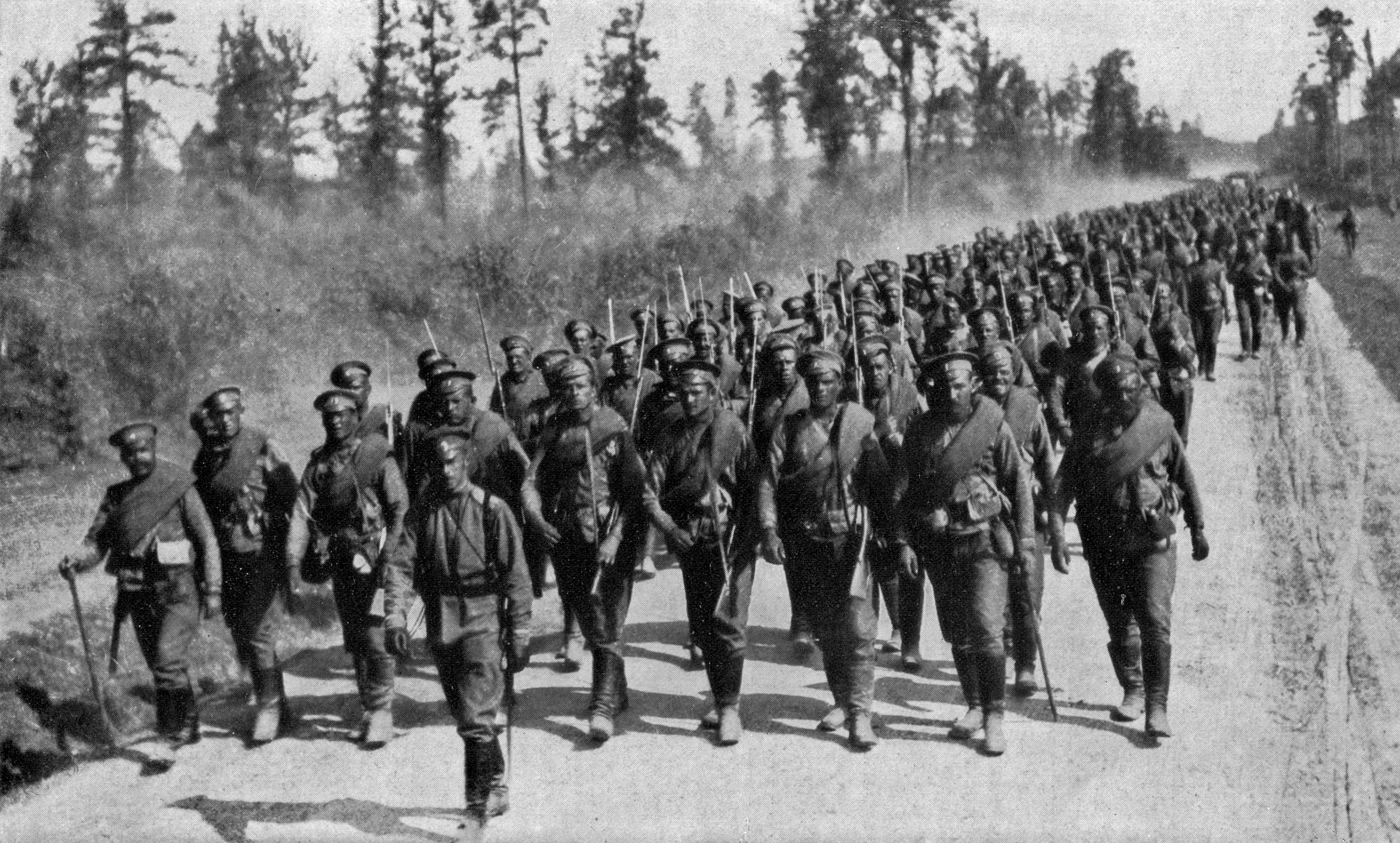
Troupes russes allant au front pendant la Première Guerre mondiale

L'histoire militaire de la Russie a des antécédents impliquant les principautés de Rus' de Kiev et des Rus qui lui ont succédé, l'invasion mongole du début du XIIIe siècle, les nombreuses guerres de la Russie contre le grand-duché de Lituanie, la couronne du royaume de Pologne, la Suède, l'Empire ottoman, Prusse (guerre de Sept Ans), France (en particulier les guerres napoléoniennes et la guerre de Crimée). Le XXe siècle a vu l'implication de la Russie dans deux guerres mondiales, ainsi que dans des conflits militaires de moindre envergure. Pendant la guerre froide, les forces armées considérablement élargies ont réprimé les rébellions en Europe de l'Est et sont devenues une superpuissance nucléaire hostile à l'OTAN, ainsi qu'à la Chine après 1960. L'histoire militaire de la Fédération de Russie après la guerre froide a commencé en 1991.
L'histoire militaire de la Russie comprend:
- l'histoire militaire de Rus' de Kiev et d'autres États menant à la Moscovie (le grande-principauté de Moscou)
- histoire militaire du tsarat de Russie
- Histoire militaire de l'Empire russe
- Histoire militaire de l'Union soviétique
- Histoire militaire de la fédération de Russie